# 타카시마 타다오

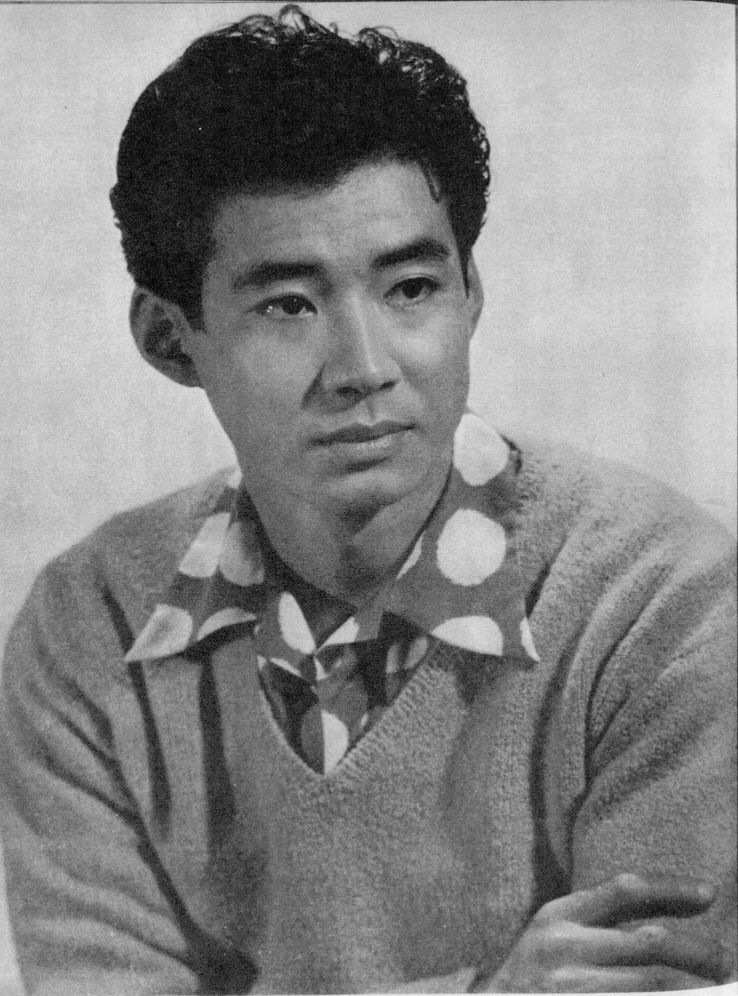

타카시마 타다오(高嶋忠夫, 1930년 7월 27일 ~ 2019년 6월 26일)는 일본의 배우, 탤런트, 영화배우, TV 사회자, 텔레비전 배우이다.
도쿄도에서 사망하였다.

## 영화
- 온나사가리 (1994년)
- 고질라 21 - 고질라 대 메가고질라 (1993년)
- 고질라 9 - 고질라 2세 (1967년)
- 프랑켄슈타인 대 바라곤 (1965년)
- 키미 모 슈세 가 데키루 (1964년)
- 해저군함 (1963년)
- 추신구라 - 47로닌 (1962년)
- 고질라 4 - 킹콩 대 고질라 (1962년) - 사쿠라이 오사무 역